# Fetiche sexual
Fetiche, na sexualidade, é o desvio do interesse sexual para algumas partes do corpo do parceiro, para alguma função fisiológica, para cenários ou locais inusitados, para fantasias de simulação (empregada doméstica, mecânico, secretária, entre outros a atuação em geral) ou para peças de vestuário, adorno etc.
A atividade sexual pode dirigir-se ao fetiche (masturbação enquanto beija, esfrega, cheira o objeto do fetiche). Além disso, o fetiche pode ser incorporado à relação sexual, como quando o parceiro(a) usa sapatos de salto alto ou botas de couro. Também existe a satisfação sexual buscada através de interpretações, onde a parceira se comporta como secretária, adolescente, e o homem assume papéis como policial, bombeiro ou mecânico.
É importante ter presente que o diagnóstico desta parafilia não se faz se há o utilizar somente vibrador(es)/consoles (DSM-IV-R, APA, 2000). Não se sabe ainda por que certos estímulos são mais condicionáveis que outros, embora possivelmente isso tenha a ver com uma relação particular com objetos ligados a vínculos afetivos desde a infância. É tentador assumir que o objeto fetichista tem um significado que vai além do condicionamento de um estímulo qualquer.

## Psicologia
Na psicologia e na psiquiatria o fetichismo é considerado uma parafilia. Há um movimento para retirar o fetichismo dos manuais de diagnósticos da psiquiatria, sendo os mais recentes deles o DSM-IV e o DSM-V, que mantiveram as parafilias como transtorno desde que provoquem insatisfação e algum tipo de prejuízo na vida íntima de pacientes ou de seus parceiros. 
A ciência ainda não sabe ao certo como os fetiches surgem na mente humana. Várias teorias tentam explicar o fenômeno. Sigmund Freud, o pai da Psicanálise, tentou estabelecer uma ligação entre os fetichismo e a repressão sexual. 
Se sabe que os fetiches tem origem na infância e se consolidam na pré-adolescência. Alguns cientistas e estudiosos acreditam que o fetichismo nasce da constante associação que a mente humana faz entre dois pressupostos, estes, de forma mais intensa no cérebro de crianças. O prazer de natureza sexual é associado ao objeto do fetiche, mediante a uma experiência que pode ser de natureza traumática ou prazerosa, sendo essa experiência passível de interpretação positiva ou negativa conforme a o avanço da idade.